# Acanthochelys pallidipectoris
Espèce
Synonymes
- Platemys pallidipectoris Freiberg, 1945

Statut de conservation UICN

 EN A2cde+3cde+4cde; C1+2a(i) : En danger
La Platémyde à éperons (Acanthochelys pallidipectoris) est une espèce de tortue de la famille des Chelidae.

## Répartition
Cette espèce est endémique du biome du Chaco en Amérique du Sud. Elle se rencontre :
- en Bolivie, dans le département de Tarija ;
- au Paraguay ;
- en Argentine, dans les provinces du Chaco, de Formosa, de Mendoza, de Salta et de Santa Fe.

## Publication originale
- Freiberg, 1945 : Tortuga del genero Platemys Wagler. Physis. Buenos Aires, vol. 20, p. 19-23.